# Ángelo Padilla
Ángelo Alfonso Padilla Barahona (ur. 5 marca 1990 w mieście Gwatemala) – gwatemalski piłkarz występujący na pozycji napastnika lub skrzydłowego, reprezentant Gwatemali.

## Kariera klubowa
Padilla jest wychowankiem jednego z najbardziej utytułowanych zespołów w kraju, stołecznego CSD Municipal. Do jego seniorskiej drużyny został włączony jako osiemnastolatek i już w swoim debiutanckim sezonie, Apertura 2008, wywalczył z nią wicemistrzostwo Gwatemali. Sukces ten powtórzył również pół roku później, w rozgrywkach Clausura 2009. W sezonie Apertura 2009 zdobył pierwszy w karierze tytuł mistrzowski, natomiast po raz drugi sięgnął z Municipalem po mistrzostwo w rozgrywkach Clausura 2010. Pozostawał jednak głębokim rezerwowym ekipy i na ligowych boiskach pojawiał się sporadycznie, przez co zdecydował się odejść do niżej notowanego klubu CF Universidad de San Carlos. Po sezonie 2010/2011 spadł z nim do drugiej ligi gwatemalskiej.
Wiosną 2012 Padilla przeszedł do pierwszoligowego CD Suchitepéquez z siedzibą w mieście Mazatenango.

## Kariera reprezentacyjna
W seniorskiej reprezentacji Gwatemali Padilla zadebiutował za kadencji paragwajskiego selekcjonera Evera Hugo Almeidy, 11 listopada 2011 w wygranym 3:0 spotkaniu z Grenadą w ramach eliminacji do Mistrzostw Świata 2014. W tej samej konfrontacji strzelił także premierowego gola w kadrze narodowej.